# Ray Manzarek
Raymond Daniel Manczarek, Jr. (født 12. februar 1939 i Chicago, USA, død 20. maj 2013 i Rosenheim, Tyskland) var en amerikansk musiker, sanger, producer, filminstruktør og forfatter, bedst kendt som medstifter og keyboardspiller i den amerikanske rockgruppe The Doors. Han var desuden medstifter af grupperne Nitro City (1977-1978) og Manzarek-Krieger fra 2001 og frem til sin død. Manzarek døde den 20. maj 2013 efter længere tids kræftsygdom.